# ليونيل لوبيز
ليونيل لوبيز (بالإسبانية: Leonel López)‏ (29 يوليو 1991 في الأرجنتين - ) هو لاعب كرة قدم مكسيكي وأرجنتيني في مركز الوسط. لعب مع Malleco Unido ‏.

## وصلات خارجية
- ليونيل لوبيز على موقع قاعدة بيانات كرة القدم.إي يو (الإنجليزية)
- ليونيل لوبيز على موقع Soccerway.com (الإنجليزية)
- ليونيل لوبيز على موقع AS.com (الإسبانية)